# Mai en droit
| ← Mai → |    |    |    |    |    |    |
| 1er     | 2  | 3  | 4  | 5  | 6  | 7  |
| 8       | 9  | 10 | 11 | 12 | 13 | 14 |
| 15      | 16 | 17 | 18 | 19 | 20 | 21 |
| 22      | 23 | 24 | 25 | 26 | 27 | 28 |
| 29      | 30 | 31 |    |    |    |    |

## 5 mai
- 1949 : création du Conseil de l'Europe.

## 7 mai
- 1832, Royaume de Grèce : le traité de Londres donne son indépendance du royaume de Grèce. Le prince bavarois Othon de Bavière monte sur le trône le 27 juillet.
- 1940 : signature d'un concordat entre l'Église catholique romaine et le Portugal.
- 2007 : la Cour d'arbitrage belge est rebaptisée Cour constitutionnelle.

## 8 mai
- 2003 : la Cour de justice des Communautés européennes rend une décision, l'arrêt Kolpak qui permet la libre circulation des sportifs de haut niveau sur le sol européen.

## 9 mai
- 1832, États-Unis : signature du traité de Payne's Landing. Les Amérindiens sont contraints de céder leurs droits sur les territoires à l’Est du Mississippi.

## 11 mai
- 2005 : en Slovaquie, le parlement ratifie le Traité établissant une Constitution pour l'Europe, également appelé Traité de Rome de 2004.

## 12 mai
- 1881 : signature entre le bey de Tunis et le gouvernement français du traité du Bardo qui instaure le protectorat de la France sur la Tunisie.

## 15 mai
- 1955 : signature à Vienne du Traité d'État autrichien (Österreichischer Staatsvertrag) concernant le rétablissement d'une Autriche indépendante et démocratique.

## 16 mai
- 1946 : début du procès du massacre de Malmedy devant le tribunal militaire international de Dachau.
- 2006 : l'Assemblée nationale française vote une motion de censure, afin de remettre en cause la responsabilité politique du gouvernement Dominique de Villepin. Cette motion de censure a été rejetée, puisque c'est la majorité des membres composant l'Assemblée qui importe, et non seulement la majorité des membres présents.

## 17 mai
- 1990 : suppression de l'homosexualité de la liste des maladies mentales de la Classification internationale des maladies publiée par l'Organisation mondiale de la santé.

## 18 mai
- 2006 : l'Assemblée nationale française adopte une proposition de loi constitutionnelle tendant à élargir les pouvoirs du Parlement, en renforçant son pouvoir de contrôle de l'application des lois.

## 19 mai
- 1874 : création en France de l'inspection du travail.

## 21 mai
- 2001 : promulgation en France de la loi Taubira concernant l'enseignement des matières relatives à l'esclavage qui fut l'objet de contestations compte tenu de la présence d'un article 4, par la suite supprimé, qui soulignait le 'rôle positif' de la colonisation.
- 1962 : c'est à cette date qu'est déposé le premier brevet logiciel auprès de l'office britannique des brevets.

## 23 mai
- 1949 : promulgation de la Loi fondamentale de la République fédérale d'Allemagne (Grundgesetz für die Bundesrepublik Deutschland, en abrégé GG) qui est la constitution de l'Allemagne d’abord pour les Länder de l’Ouest, puis depuis le 3 octobre 1990 pour le pays entier.

## 25 mai
- 1864 : en France, abrogation de la loi Le Chapelier qui interdisait toute forme de coalition, regroupement ou corporation.
- 1993 : création du Tribunal pénal international pour l'ex-Yougoslavie par le Conseil de Sécurité des Nations unies.
- 2005 : le Bundesrat, la chambre haute du parlement autrichien ratifie le Traité établissant une Constitution pour l’Europe, également appelé traité de Rome de 2004.

## 26 mai
- 1830, États-Unis : adoption de l'Indian Removal Act ordonnant la déportation des Amérindiens vivant dans les territoires compris entre les treize États fondateurs et le Mississippi, vers un territoire situé au-delà de ce fleuve. Il concerne quelque 60 000 Indiens d'Amérique.
- 2004 : une loi française vient simplifier la procédure de divorce.

## 27 mai
- 1968 : signature des accords de Grenelle lors de la crise de mai 68 en France.
- 2005 : en Allemagne, le Bundesrat confirme le vote favorable du Bundestag en ratifiant.

## 29 mai
- 2005 : la France, à l'occasion d'un référendum national, refuse de ratifier le Traité établissant une Constitution pour l'Europe, également appelé traité de Rome de 2004.

## 30 mai
- 1889 : création du Barreau du Québec regroupant les avocats du Québec.